# Konrad Ryszka
Konrad Ryszka (ur. 30 czerwca 1982 w Knurowie) – polski żużlowiec.
Sport żużlowy uprawiał w latach 1999–2004 w klubach: RKM Rybnik (1999, 2001–2003), Śląsk Świętochłowice (2000) oraz Kolejarz Rawicz (2004). 
Złoty medalista młodzieżowych mistrzostw Polski par klubowych (Piła 2003). Brązowy medalista młodzieżowych drużynowych mistrzostw Polski (Leszno 2001).